# 林嘉華
林嘉華（英語：Dominic Lam Ka Wah， 1957年4月2日—），香港男演員及虔誠基督徒，已婚及有一子，妻子為前無綫電視服裝指導劉寶珍（Jumbo Lau）。

## 生平
林嘉華早年曾居住在深水埗區蘇屋邨，父親是一名教車師傅。林嘉華畢業於聖若瑟英文小學及聖若瑟英文中學（中三），1974年加入第一屆警察少年訓練學校，獲得銀笛獎，並成為香港電台節目《少年警訊》第一代主持。期間他受麗的電視監製麥當雄賞識，離開警隊加入麗的電視成為演員。1970年代末林嘉華為麗的拍了幾套劇集，包括《鱷魚淚》、《巨星》、《新大丈夫》及《新變色龍》等，並主唱一些動畫主題曲。
由於形象健康及演技出色，因此林嘉華作品的收視率節節上升，迫使無綫電視調動節目還擊並開始考慮以高薪從麗的挖角；時任無綫藝員科主管何家聯於是秘密地與林接洽，商談合作事宜，雙方談判過程順利，不久便簽約作實。基於林嘉華當時仍是麗的合約藝員，為免打草驚蛇，何家聯刻意安排林嘉華在沒有記者採訪的公眾假期到無綫總台試造型，時任服裝指導劉寶珍及化妝師陳文輝須犧牲一天假期為林嘉華服務，林嘉華因而認識後來的妻子，在無綫電視負責藝員服裝的劉寶珍，並於麗的約滿後翌日 (1980年4月1日) 立刻到無綫電視（TVB) 上班參演劇集《發現灣》。由於當時麗的亦打算與林嘉華續約，惟因薪酬待遇不及無綫而遭他拒絕，故麗的高層對此十分震怒，甚至提出永不錄用的說法。
林嘉華在無綫電視的工作除拍劇外，並連同陳秀珠和陳敏兒一起主持電視節目《體育世界》。他於1984年與劉寶珍結婚，於1988年舉家移民加拿大多倫多。移民早期仍間中為無綫電視拍劇，至1995年參演《萬里長情》後為遷就兒子入學，決定返回多倫多。
在多倫多他為新時代電視（無綫電視為股東之一）及加拿大中文電台主持了不少節目，如多倫多及溫哥華的華裔小姐競選等等。他一直主持電台節目《林嘉華加連華》至今。
2006年林嘉華返回香港演出，參演多套無綫電視劇如《學警出更》和黃子華主演的《奸人堅》等。2010年，他參演《鐵馬尋橋》，飾演反派榮德（青雞面），奪得一眾好評，觀眾一致認為他演技十分好，絕對有能力問鼎今年萬千星輝頒獎典禮的最佳男配角一獎。林嘉華當時是無綫部頭合約男藝員，同時也是多倫多新時代電視藝人和加拿大中文電台AM1430節目主持，所以他經常穿梭加、港兩地。
2012年5月，他與無綫電視約滿後正式轉投城市電訊，《飛虎》是他的暫別作。
2015年，林嘉華約滿港視，回復自由身。
2017年，林嘉華重返無綫電視，連同薛家燕、黎諾懿等演員拍攝劇集《燦爛的外母》，為該劇兩大男主角之一，戲份甚重。
2018年2月，林嘉華接受訪問時表示，他在上世紀七十年代做過警察，了解警例和警界人士的做法想法，演警察時，在一些細節位，會給予一些意見，令那個差人角色更立體和合情合理。亦透露當年把他由警界「挖角」到演藝界的，是麗的電視麥當雄。麥當雄在構思《鱷魚淚》故事時，呂文釗這個角色是一個正派、有為、生性的鄰家青年，張瑛演爸爸，潘志文演哥哥，誰來演弟弟之角色惹來幕後製作人員熱烈討論。麥當雄跟編劇組說想找一個未演過戲、但觀眾熟悉的面孔演這個角色，所有人都覺得世界上根本沒有這樣的一個人，但當時麥當雄在麗的電視的工作拍檔蕭若元卻一本正經說：「有，就是《少年警訊》的主持人林嘉華。」。
2019年再次約滿離開無綫電視。后来于2024年返回香港拍摄邵氏兄弟电视剧《执法者们》饰演反派的戴祖福。

## 個人生活
2018年2月，林嘉華接受訪問時透露夫妻的相處之道，表示無論結婚多少年都好，一直將妻子當作女朋友來看待，兩夫婦相處不要忍讓，要磨合，任何缺點、生活習慣都要磨合。
而1980年代時，為了讓兒子林政峰有更佳的成長和教育環境，暫停香港的事業發展，舉家移民加拿大。兒子在加拿大經營時裝網購平台，他負責攝影、寫文字介紹產品，又開了用礦物植物天然染料印T恤的環保衣服公司。2020年起受全球新冠肺炎疫情影響，林嘉華選擇長居加拿大陪伴家人。

## 演出作品

### 電視劇

#### 電視劇（麗的電視）
| 首播   | 劇名     | 角色           | 同劇演員                                                   |
| 1978年 | 鱷魚淚   | 呂文釗         | 潘志文、張瑪莉、張瑛、馬敏兒、黃莎莉                       |
| 1978年 | 巨星     | 凌四海（主角） | 萬梓良、黃曼梨、葛劍青、李影、張瑛、良鳴、韓義生           |
| 1978年 | 新大丈夫 | 細佬仔         | 黃莎莉、韓義生、宋豪輝、王鐘                               |
| 1979年 | 新變色龍 | 郭建華         | 潘志文、劉志榮、馬敏兒、黃韻詩、張錚、林國雄、劉克宣、董驃 |

#### 電視劇（無綫電視）
| 首播   | 劇名               | 角色                | 萬千星輝頒獎典禮                                 |
| 1980年 | 極度邪魔           |                     |                                                  |
| 1980年 | 發現灣             | 巫國忠 / 戴子維     |                                                  |
| 1980年 | 輪流傳             | 姜兆熙              |                                                  |
| 1980年 | 上海灘續集         | 郭鎮昌              |                                                  |
| 1980年 | 新CID              |                     |                                                  |
| 1980年 | 勢不兩立           |                     |                                                  |
| 1981年 | 他的一生           | 郭英年              |                                                  |
| 1981年 | 荳芽夢             |                     |                                                  |
| 1981年 | 逐個捉             | 戴馬素              |                                                  |
| 1982年 | 將軍抽車           |                     |                                                  |
| 1982年 | 假日風情           |                     |                                                  |
| 1983年 | 鴨仔里春光         |                     |                                                  |
| 1987年 | 季節               | 王耀忠              |                                                  |
| 1987年 | 阿嬌正傳           | 徐嬌                |                                                  |
| 1987年 | 新紮師兄1988       | 程君澤              |                                                  |
| 1988年 | 當代男兒           | 程家勇              |                                                  |
| 1989年 | 金裝季節           |                     |                                                  |
| 1990年 | 成功路上           | 張順品              |                                                  |
| 1990年 | 回到未嫁時         | 龍飛                |                                                  |
| 1990年 | 香港蛙人           | Peter               |                                                  |
| 1991年 | 漂白英雄           | 關世傑              |                                                  |
| 1993年 | 天倫               | 林家達              |                                                  |
| 1993年 | 金牙大狀           | 倪鐵樑              |                                                  |
| 1994年 | 新重案傳真         | 馬兆軍              |                                                  |
| 1994年 | 射鵰英雄傳         | 楊鐵心              |                                                  |
| 1994年 | 廉政行動1994       | 邱世文              |                                                  |
| 1994年 | 壹號皇庭III        | 程大志              |                                                  |
| 1994年 | 天子屠龍           | 鰲拜                |                                                  |
| 1995年 | 萬里長情           | 黃水                |                                                  |
| 1996年 | 隋唐群英會         | 虬髯客              |                                                  |
| 2007年 | 學警出更           | 胡卓仁（胡Sir）     |                                                  |
| 2007年 | 奸人堅             | 黃飛鴻（黃師父）    | 提名2007年萬千星輝頒獎典禮我最喜愛的電視男角色   |
| 2008年 | 師奶股神           | 丁兆景              |                                                  |
| 2008年 | 少年四大名捕       | 諸葛正我            |                                                  |
| 2009年 | 學警狙擊           | 胡卓仁（胡Sir）     |                                                  |
| 2009年 | 蔡鍔與小鳳仙       | 莫逆天              | 提名2009年萬千星輝頒獎典禮最佳男配角             |
| 2010年 | 鐵馬尋橋           | 榮德（青雞面）      | 提名2010年萬千星輝頒獎典禮最佳男配角（最後五強） |
| 2010年 | 女人最痛           | 錢曠龍              |                                                  |
| 2010年 | 摘星之旅           | 鍾建成              |                                                  |
| 2011年 | 女拳               | 雷剛（雷師父）      |                                                  |
| 2012年 | 飛虎               | 梁日鋒（梁Sir）     |                                                  |
| 2017年 | 燦爛的外母         | 涂威龍（Willy、神龍） |                                                  |
| 2018年 | 再創世紀           | 萬學禮（Martin）    |                                                  |
| 2020年 | 十八年後的終極告白 | 阮 進               |                                                  |

#### 電視劇（邵氏兄弟）
| 首播   | 劇名           | 角色   | 性質 |
| 2020年 | 飛虎之雷霆極戰 | 歐陽正 |      |
| 2025年 | 执法者们       | 戴祖福 |      |

#### 電視劇（香港電視網絡）
| 首播   | 劇名           | 角色                                                                 | 同劇演員                                     | 性質           |
| 2014年 | 警界線         | 張軍（軍哥）                                                         | 周俊偉、蔣祖曼、廖啟智、姜皓文、梁寶琪、唐寧 | 三大男主角之一 |
| 2015年 | 我阿媽係黑玫瑰 | 陸君莊（白武士）                                                     | 惠英紅、姜大衛、湯怡、陳家樂、陳宇琛         | 單元男主角     |
| 2015年 | 驚異世紀       | 林國良／陳樂明／曾耀堅／嚴穆／馬浩祥／黎正福／李毅力／董國安／霍德華 | 周俊偉、郭鋒、唐寧、駱應鈞                   | 第一男主角     |
| 2015年 | 夜班           | 谷國和（爆谷、谷Sir）                                                | 林文龍、冼灝英、湯怡                         | 第二男主角     |
| 2015年 | 開腦儆探       | 曾禮沖                                                               | 黃日華、李璨琛、關楚耀、黃芷晴、盧海鵬       | 單元男主角     |

#### 電視劇（香港電台及其他）
- 1977年：獅子山下[8]
- 1977年：小時候 飾 警察
- 2010年：火速救兵 飾
- 2012年：火速救兵II 飾 羅仲華（華哥）
- 2012年：私隱何價 飾 劉超羽
- 2012年：審死官飾 萬人敵
- 2013年：總有出頭天飾 堅Sir
- 2014年：IT行者
- 2014年：總有出頭天II飾 堅Sir
- 2015年：監警有道飾 張子敬
- 2015年：火速救兵III 飾 李成德（德哥）
- 2018年：无间道 飾 陳勁輝
- 2020年：飛虎之雷霆極戰 飾 歐陽正

### 電視電影（無綫電視）
- 1993年：華探長 飾 華探長

### 網絡劇
- 2016年：无间道 飾 陳勁輝
- 2017年：反黑 飾 楊顯正

### 電視節目主持人（香港電台電視部/皇家香港警務處）
- 1974年：少年警訊

### 電視節目主持人

#### 電視節目主持人（麗的電視）
- 1979年：醒目仔時間
- 1979年：九大簋

#### 電視節目主持人（無綫電視）
- 1980年：體育世界
- 1981年：百寶膠吹波大賽
- 1982年：香港早晨
- 1982年：印度新德里亞運
- 1982年至1984年：星光熠熠勁爭輝
- 1984年：美國洛杉磯奧運
- 1986年：進軍墨西哥（1986年世界盃外圍賽）
- 1990年：電視先鋒群星會
- 2008年：戲王群英會

#### 電視節目主持人（加拿大新時代電視）
- 1998年至今：大城小聚

### 電影
- 1981年：不准掉頭
- 1988年：婚外情
- 1993年：人肉天婦羅 飾 李Sir
- 1994年：Q版陰陽錯 飾 戴偉碩
- 1994年：非常檔案
- 2006年：狗咬狗 飾 狄揚
- 2007年：男兒本色 飾 章文耀
- 2009年：游龍戲鳳 飾 司機阿成
- 2009年：流浪漢世界盃 飾 傻豹
- 2009年：竊聽風雲  飾 黃Sir
- 2011年：保衞戰隊之出動喇！朋友！ 飾 小雙父親
- 2014年：竊聽風雲3 飾 陸永泉
- 2014年：魔警 飾 莫子勳
- 2015年：杀破狼2 飾 張振東
- 2016年：驚心破 飾 国际刑警调查员（戏份完全删剪，只出现于优先场版）
- 2018年：大師兄 飾 校長
- 2018年：非同凡響 飾 吳先生
- 2018年：無雙
- 2020年：聖荷西謀殺案 飾 鄧先生（崔巧玲前夫）

## 紀錄片
- 1999年：千禧巨龍
- 2002年：龍。一九七三以後…Dragon since 1973

## 唱片及歌曲
- 1973年：超人歷險記香港版主題曲
- 1976年：超人太郎香港版主題曲
- 1976年：宇宙飛龍(卡通片)香港版主題曲
- 1978年：巨靈神(卡通片)香港版主題曲
- 1979年：醒目歌第二輯

## 獎項
- 1978年：十大電視明星金球獎

## 外部連結
- YouTube上的少年警訊廣告－林嘉華（1977年）
- 嚴陣以待 林嘉華 快周刊
- 明報周刊第1969期 Shall We Talk? - 林嘉華 Long Time No See[永久]
- 加拿大中文電台 DJ Profile - 林嘉華 （页面存档备份，存于）
- 香港電影資料館 - 林嘉華
- 林嘉華在香港影庫上的簡介